# Pomnik Królowej Jadwigi w Inowrocławiu

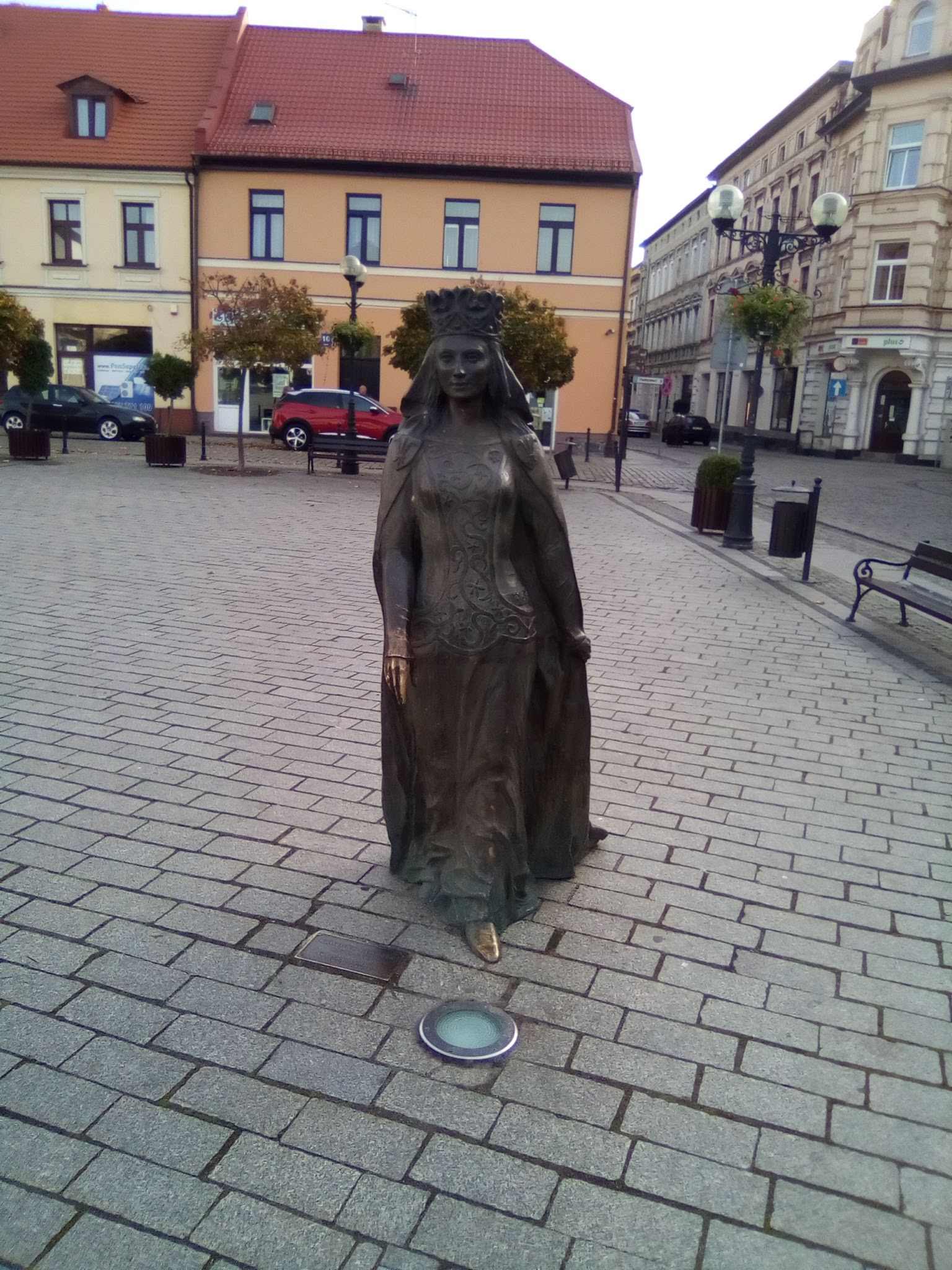

Pomnik Królowej Jadwigi w Inowrocławiu – pomnik św. Jadwigi Andegaweńskiej, króla Polski, usytuowany na rynku w Inowrocławiu.
W 2007 miasto podjęło uchwałę o ustanowieniu świętej królowej Jadwigi patronką miasta, ten fakt w oficjalnym dokumencie potwierdził w maju 2008 r. papież Benedykt XVI Pomnik został odsłonięty 20 kwietnia 2011 r. W herbie miasta nad piastowskim orłem widnieje między wieżami lilia heraldyczna - symbol dynastii Andegawenów, z którego wywodziła się królowa.
Królowa Jadwiga wraz z mężem - Władysławem Jagiełłą wielokrotnie przebywała w Inowrocławiu, czego wyrazem jest m.in. legenda O Królowej Jadwidze i Krzyżakach.